# Regina George
Regina George (ur. 17 lutego 1991 w Chicago) – nigeryjska lekkoatletka urodzona w Stanach Zjednoczonych, sprinterka, medalistka mistrzostw Afryki i mistrzostw świata juniorów, olimpijka. 
Do 15 czerwca 2012 roku reprezentowała USA.
W 2010 zdobyła złoty medal w sztafecie 4 × 400 metrów podczas mistrzostw świata juniorów w Moncton. Rok później wywalczyła dwa srebra na halowych mistrzostwach NCAA. W 2012, już jako reprezentantka Nigerii, zdobyła srebrny medal w biegu na 400 metrów podczas mistrzostw Afryki w Porto-Novo. Startowała na igrzyskach olimpijskich w Londynie, na których dotarła do półfinału biegu na 400 metrów. Brązowa medalistka IAAF World Relays 2014. W tym samym roku weszła w skład nigeryjskiej sztafety 4 × 400 metrów, która zdobyła srebro na igrzyskach Wspólnoty Narodów w Glasgow oraz złoto na afrykańskim czempionacie w Marrakeszu. Jest medalistką mistrzostw kraju i mistrzostw NCAA.

## Osiągnięcia
| Rok  | Impreza                     | Miejsce    | Konkurencja             | Lokata     | Wynik   |
| ---- | --------------------------- | ---------- | ----------------------- | ---------- | ------- |
| 2010 | Mistrzostwa świata juniorów | Moncton    | bieg na 400 metrów      | 7. miejsce | 53,83   |
| 2010 | Mistrzostwa świata juniorów | Moncton    | sztafeta 4 × 400 metrów | 1. miejsce | 3:31,20 |
| 2012 | Mistrzostwa Afryki          | Porto-Novo | bieg na 400 metrów      | 2. miejsce | 51,11   |
| 2012 | Igrzyska olimpijskie        | Londyn     | bieg na 400 metrów      | półfinał   | 51,38   |
| 2012 | Igrzyska olimpijskie        | Londyn     | sztafeta 4 × 400 metrów | –          | DSQ     |
| 2013 | Mistrzostwa świata          | Moskwa     | bieg na 400 metrów      | półfinał   | 50,84   |
| 2013 | Mistrzostwa świata          | Moskwa     | sztafeta 4 × 100 metrów | eliminacje | DQ      |
| 2013 | Mistrzostwa świata          | Moskwa     | sztafeta 4 × 400 metrów | 6. miejsce | 3:27,57 |
| 2014 | Halowe mistrzostwa świata   | Sopot      | bieg na 400 metrów      | półfinał   | DNS     |
| 2014 | IAAF World Relays           | Nassau     | sztafeta 4 × 200 metrów | 7. miejsce | 1:33,71 |
| 2014 | IAAF World Relays           | Nassau     | sztafeta 4 × 400 metrów | 3. miejsce | 3:23,41 |
| 2014 | Igrzyska Wspólnoty Narodów  | Glasgow    | bieg na 400 metrów      | półfinał   | 53,48   |
| 2014 | Igrzyska Wspólnoty Narodów  | Glasgow    | sztafeta 4 × 400 metrów | 2. miejsce | 3:24,71 |
| 2014 | Mistrzostwa Afryki          | Marrakesz  | bieg na 200 metrów      | 6. miejsce | 23,53   |
| 2014 | Mistrzostwa Afryki          | Marrakesz  | sztafeta 4 × 400 metrów | 1. miejsce | 3:28,87 |
| 2015 | Mistrzostwa świata          | Pekin      | bieg na 400 metrów      | eliminacje | 51,74   |
| 2015 | Mistrzostwa świata          | Pekin      | sztafeta 4 × 400 metrów | 5. miejsce | 3:25,11 |
| 2016 | Halowe mistrzostwa świata   | Portland   | sztafeta 4 × 400 metrów | 4. miejsce | 3:34,03 |
| 2016 | Mistrzostwa Afryki          | Durban     | bieg na 400 metrów      | 7. miejsce | 53,45   |
| 2016 | Mistrzostwa Afryki          | Durban     | sztafeta 4 × 400 metrów | 2. miejsce | 3:29,94 |

## Rekordy życiowe
- Bieg na 200 metrów (stadion) – 23,22 (2015)
- Bieg na 200 metrów (hala) – 23,00 (2013) halowy rekord Afryki.
- Bieg na 400 metrów (stadion) – 50,84 (2013)
- Bieg na 400 metrów (hala) – 51,05 (2013)
- Bieg na 600 metrów (hala) – 1:25,76 (2014) halowy rekord Afryki[2].